# Henri de Pouilly
Henri de Pouilly, né le 19 avril 1905 à Bruxelles et mort le 29 mars 2000 à Reims, est un général français, commandant du corps d'armée d'Oran en 1960-1961.

## Biographie
Né en 1905 à Bruxelles, élève de l'École spéciale militaire de Saint-Cyr entre 1923 et 1925, il sort dans la cavalerie. Il étudie ensuite à l'école supérieure de guerre. 
Lors de la bataille de France, il est capturé le 12 juin 1940 mais il s'évade dès le 14 juillet. Il gagne l'Afrique du Nord où il commande le 1er groupe d'escadrons du 2e régiment de chasseurs d'Afrique en 1943. En 1944, il est nommé chef d'état-major de la 1re division blindée.
En 1951, il est mis à la disposition du haut-commissaire de France en Indochine puis rejoint l'état-major particulier du ministre de la Défense nationale René Pleven en juillet 1953.
En 1956, au début de la guerre d'Algérie, il arrive à la tête du secteur autonome de Tébessa. Nommé général de brigade le 1er avril 1957, il prend en mai le commandement de la 20e division d'infanterie, sur la subdivision de Médéa. Il devient d'ailleurs préfet du département après la crise de mai 1958.
Promu général de division le 1er avril 1960, il reçoit en août 1960 le commandement du corps d'armée d'Oran. Il est nommé général de corps d'armée peu après. Le général Challe, principal organisateur du putsch des généraux à Alger, ce putsch déclenché le 21 avril 1961 par quelques officiers supérieurs, envoie un émissaire, le colonel Argoud  à Sidi-Bel-Abbès, où se trouve le général Paul Gardy pour que celui-ci s’empare d’Oran avec l’aide de la Légion étrangère. Mais les légionnaires refusent de participer à ce putsch même si Gardy s'y est rallié. Le général de Pouilly reçoit lui aussi le colonel Argoud et l'éconduit. Le général de Pouilly avait été contacté au téléphone par le général Challe, pour apporter son concours au putsch, et lui avait répondu : « c'est dans une aventure que vous vous lancez ». On avait ensuite compté sur son retrait, à défaut de participation et sur un colonel chef de son état-major à Oran. Mais ce colonel était en permission. Pour autant, Henri de Pouilly préfère quitter Oran avec le préfet IGAME pour Tlemcen, laissant l’état-major d’Oran à Gardy et à Argoud, « qui se débattent moins contre l’adversité que contre le vide ». Ceux-ci ne l’occupent que jusqu’au mardi 24 avril 1961. Puis faute d'obtenir des ralliements, le colonel Argoud doit repartir vers Alger.
Henri de Pouilly reste ainsi fidèle au gouvernement de la République. Replié à Tlemcen sur ordre du ministre Louis Joxe, il se rend à Alger pour rencontrer le général putschiste Maurice Challe, à la demande de celui-ci « pour régler un certain nombre de problèmes administratifs ». Ce dernier le fait alors arrêter. Mais le général Challe renonce lui-même à poursuivre ce putsch, il se rend le 26 avril aux forces loyalistes et est transféré immédiatement en métropole. Le putsch a duré cinq jours. Il a échoué parce que l’armée, à l’exception des éléments de choc, n’était pas prête à une telle sédition.
Henri de Pouilly, lui aussi revenu en métropole, y devient inspecteur de l'Arme blindée et cavalerie en juin 1961. Fin août 1961, il est mis en disponibilité sur sa demande. Il est placé en deuxième section des officiers généraux le 15 mars 1962.
Il déclare en 1962, lors du procès du général Salan, : « Monsieur le président, j’ai choisi une direction tout à fait différente de celle du général Salan ; j’ai choisi la discipline ; mais choisissant la discipline, j’ai également choisi de partager avec mes concitoyens et la nation française la honte d’un abandon [il évoque l'abandon de  l'Algérie française par le gouvernement]. Pour ceux qui n’ont pas pu supporter cette honte, peut-être l’histoire dira-t-elle que leur crime est moins grand que le nôtre. »
Il meurt le 29 mars 2000 à Reims.

## Distinctions
- Officier de l'Ordre national de la Légion d'honneur[1]
- Croix de guerre 1939-1945[1]